# 芹咲りいな
芹咲 りいな（せりざき りいな、1999年1月7日 - ）は、日本の美容クリエーター。
神奈川県横浜市出身。トラペジスト所属。

## 来歴
19歳の時に自分で韓国セレクトショップを始める。そのショップを広めるために、お店の服とアクセサリーを着用してK-POPアイドルのものまねメイクをし始める。
TWICEのミナさん風メイクをしてみたら反響があり、それがきっかけでものまねメイクを現在も続けている。
2024年9月に小学館「CanCam」のit girlに選ばれ、10月よりit girl ICONSに選出。
2025年4月20日に、MBSラジオ「オレたちゴチャ・まぜっ！～集まれヤンヤン～」のヤンヤンガールズ17期生に決定。

## 人物
- 特技は、ものまねメイク
- 趣味は、メイク研究、カラオケ、ダンス、ゴルフ、釣り
- 好きなものは、深海魚

## 出演

### ラジオ
- オレたちゴチャ・まぜっ!〜集まれヤンヤン〜（2025年4月20日 - 、MBSラジオ） - ヤンヤンガールズ17期生

### テレビ
- TBS『カフカの大変身』映像使用(2025年2月15日)
- フジテレビ『コムドットって何？』ロケ企画(2024年2月26日)
- TBS『ワールド極限ミステリー』メイクロケ(2023年8月9日)
- TBS『ワールド極限ミステリー』YouTube 映像使用(2023年5月10日）
- フジテレビ『爆笑そっくりものまね紅白歌合戦」顔だけそっくりさん(2023年5月6日)
- 日本テレビ『ゼロイチ』企画内 YouTube 映像使用(2022年11月12日)
- テレビ東京『ミュージックブレイク』(2022年4月26日～29日）
- フジテレビ 特番『完全再現 SHOW カン★コピ』（2022年1月9日）

### 雑誌・WEB
- 小学館『CanCam』it girl (2024年9月〜)
- 主婦の友社『Ray』4月号 メイク企画 (2022年)
- 角川春樹事務所『Popteen』7月号 メイク企画(2022年)